# India ai Giochi della XXVII Olimpiade
L'India partecipò ai Giochi della XXVII Olimpiade, svoltisi a Sydney, Australia, dal 15 settembre al 1º ottobre 2000, con una delegazione di 65 atleti impegnati in tredici discipline.